# Oscar Felipe Cobo Lenis
Oscar Felipe Cobo Lenis, es un deportista colombiano de la especialidad de fondo en Patinaje de Carreras que fue Campeón Suramericano en Medellín 2010.
 Posteriormente fue campeón de Centroamérica y el Caribe en Mayagüez 2010.

## Biografía
La carrera deportiva de Óscar Cobo comenzó a temprana edad, cuando ingresó en 1996, con apenas cuatro años, a la Escuela de la Liga Vallecaucana de Patinaje. Inicialmente se inició montando Skateboard en su hogar, pero tras recibir como regalo de Navidad unos patines en línea semiprofesionales, empezó su formación deportiva en esta disciplina.
En 1997 obtuvo su primera medalla en una competencia oficial con Patín en línea Profesional. Sin embargo, a los siete años suspendió temporalmente su práctica deportiva, ya que su capacidad técnica superaba las posibilidades de la Categoría Recreativa, y el paso a “Ligados” para poder Federarse exigía una edad mínima de ocho años. Una vez cumplida esta edad, regresó a la actividad, ingresando a su primer club de patinaje, Pegasos. A los 10 años integró la Selección Cali y, a los 12 años, tuvo que interrumpir nuevamente su entrenamiento durante tres meses debido a fuertes dolores en los talones causados por la Enfermedad de Sever. Para su recuperación utilizó taloneras durante más de un año.
En el año 2007, con 14 años, fue convocado por primera vez a la Selección Valle en la Categoría Prejuvenil, y ese mismo año se coronó como Campeón Nacional Interligas en Bucaramanga - Santander. En 2008, ya en la Categoría Juvenil primer año, se proclamó Campeón Nacional Interclubes en la prueba de Eliminación pista, finalizó primero en el Escalafón Nacional de fondo de Colombia, y clasificó a su primera competencia internacional: el Campeonato del Mundo de patinaje de velocidad en línea 2008 en Gijón - España. También fue el fondista más joven en integrar la Selección Valle para los Juegos Deportivos Nacionales de Colombia de 2008, celebrados en Cali - Valle del Cauca.
En 2009, como Categoría Juvenil segundo año, ganó nuevamente el título de Campeón Nacional Interligas en Bogotá. Luego, se consagró Campeón Mundial en el Campeonato del Mundo de patinaje de velocidad en línea 2009 en Haining - China, y obtuvo el trofeo del primer puesto de la general en velocidad y fondo en la Categoría Juvenil.
Ese mismo año, con tan solo 16 años, integró la Selección Colombia en la Categoría Mayores para los IX Juegos Suramericanos de 2010 en Medellín - Colombia, donde se coronó Campeón Suramericano en la prueba de 15.000 m Eliminación pista. Además, en su primera participación internacional como Mayor, ganó la maratón de la World Inline Cup en Pamplona - España.
Posteriormente, participó en los XXI Juegos Centroamericanos y del Caribe, compitiendo en la sede de Bogotá - Colombia, donde se consagró Campeón Centroamericano en la prueba de 15.000 m Eliminación pista y obtuvo la medalla de oro en los 3.000 m Relevos. A los 17 años, representó nuevamente al Valle del Cauca en la Categoría Mayores durante el Campeonato Interligas en Medellín - Antioquia, donde ganó el título de Campeón Nacional en la prueba 10.000 m Puntos ruta.
Finalmente, en su primer año oficial en la Categoría Mayores, supo clasificar a la Selección Colombia en el Campeonato del Mundo de patinaje de velocidad en línea 2010, celebrado en Guarne - Antioquia, donde compartió equipo con su compañero Jorge Luis Cifuentes Méndez y fue testigo del retiro de su referente Diego Rocero Calad.
En 2011, fue Campeón en el Panamericano de Patinaje Rosario - Argentina. En Colombia, se coronó como Campeón Nacional Interligas con su departamento Valle en la prueba 15.000m Eliminación Ruta. Después de esto, integro la Selección Colombia para el Campeonato del Mundo de patinaje de velocidad en línea 2011 en Yeosu - Corea del Sur.

## Trayectoria
La trayectoria deportiva de Oscar Felipe Cobo Lenis se identifica por su participación en los siguientes eventos nacionales e internacionales:

### Juegos Suramericanos
Fue reconocido su triunfo siendo el patinador fondista mas joven de Colombia en ganar medallas de la Selección de  Colombia y en los juegos de Medellín 2010.

#### Juegos Suramericanos de Medellín 2010
- , Medalla de oro: 15 000 m Eliminación Pista.
- , Medalla de plata: 10 000 m Combinada Pista .
- , Medalla de bronce: 20 000 m Eliminación Ruta.

### Juegos Centroamericanos y del Caribe Mayagüez 2010
Fue reconocido su triunfo de ser el patinador fondista mas joven en ganar medallas de la selección de  Colombia 
en los juegos de Mayagüez 2010.

#### Juegos Centroamericanos y del Caribe de Mayagüez 2010
Su desempeño en la vigésima primera edición de los juegos, se identificó como un logro histórico para el deporte Colombiano al ganar por primera vez la clasificación general de medallas

- , Medalla de oro: 15 000 m Eliminación pista.
- , Medalla de oro: 3 000 m Relevos pista.
- , Medalla de plata: 10 000 m Combinada pista.
- , Medalla de bronce: 20 000 m Eliminación ruta.